# Гузовский, Бронислав Ильич
Бронисла́в Ильи́ч Гузо́вский (5 мая 1860, Ровно — 4 декабря 1914, Казань) — учёный-лесовод. Разработал методы искусственного и естественного возобновления дубрав. Научная система лесоводства, разработанная Б. И. Гузовским, применяется для умножения дубовых лесов.
Проблема восстановления дубрав стала целью жизни Гузовского. Он внёс значительный вклад в сохранение и приумножение дубрав Чувашского края.
Опытно-производственные лесные культуры дуба, заложенные Б. И. Гузовским, являются полигоном для научных исследований и обобщений практики искусственного и естественного восстановления дубовых насаждений Среднего Поволжья. Они представляют собой большую практическую ценность для разведения дуба в лесах не только Среднего Поволжья, но и в целом по России.
Б. И. Гузовский разработал методы естественного и искусственного возобновления дубрав на вырубленных площадях в условиях Среднего Поволжья, выделил и описал типы дубовых насаждений Ильинского лесничества, создал культуры дуба на площади 1150,2 га.
По его инициативе были созданы посадки лиственницы, туи западной, сибирского кедра, сосны веймутовой.
Леса, посаженные Б. И. Гузовским, тянутся вдоль Волги от Ильинки до Чебоксар и получили название дубравы Гузовского (культуры Гузовского).
Старейший дуб-великан, произрастающий до сих пор в Ильинке, был одним из опытных образцов Б. Гузовского.

## Биография
Бронислав Ильич Гузовский родился 5 мая 1860 года в городе Ровно в польской семье.
Учился в Петровской земледельческой и лесной академии, где кафедру лесоводства возглавлял профессор М. К. Турский, которого Бронислав Ильич считал своим учителем. Ассистентом М. К. Турского работал Л. И. Яшнов, будущий знаток лесов Среднего Поволжья. Вместе с Б. И. Гузовским учились будущие известные учёные-лесоводы Н. С. Нестеров, Э. Э. Керн, известные лесничие И. Ф. Ягнионтковский, Ф. Ф. Ясковский и др. По окончании академии в 1885 году Б. И. Гузовский был удостоен звания действительного студента. Советом академии 14 декабря 1885 года удостоен степени кандидата лесоводства.
Приказом по Корпусу лесничих Лесного департамента от 25 августа 1886 года Б. И. Гузовского направили в распоряжение Костромско-Ярославского управления государственными имуществами, где он был определён помощником лесничего Ветлужского лесничества Костромской губернии. В 1887 году Б. И. Гузовского перевели помощником лесничего 3-го Козьмодемьянского лесничества Казанской губернии. В конце 1889 года Бронислава Ильича допустили к исполнению обязанностей лесничего 2-го Козьмодемьянского (дубравного Ильинского) лесничества, а 28 августа 1890 года он окончательно принял это лесничество и проработал в нём 24 года (на 2010 год лесной фонд лесничества входит в состав ГУ «Опытное лесничество» Чебоксарского района Чувашской Республики).
В своём имении в селе Ильинка создал методы восстановления дубрав.
В сентябре 1912 года Б.И. Гузовский сильно простудился на тушении лесного пожара в Заволжье и заболел гриппозным воспалением легких.
Лечился в Гаграх. Его оперировали дважды — в Москве и Казани. Учитывая состояние своего здоровья, а также проявляя заботу о детях, об их учебе, он дал согласие на перевод в Казань.
В 1913 году был назначен старшим ревизором Казанского управления земледелия и государственного имуществ, переехал жить в город Казань. В новой должности Бронислав Ильич проработал чуть больше года.
4 декабря 1914 года умер в Казани. Похоронен на Арском кладбище.

## Семья
Дети: Антон, Юлиан, Мария, Галина

## Метод Гузовского
С первых дней своей работы в Ильинском лесничестве Б. И. Гузовский изучал плодоношение дуба, продолжительность жизни дубового самосева в разных условиях оттенения под пологом материнского древостоя и на вырубках. Лесовод заложил большое количество пробных опытных участков по искусственному возобновлению дуба и одновременно изучал ход естественного возобновления. О своих работах он рассказал в ряде статей в «Лесном журнале». Б. И. Гузовский предложил самобытный метод восстановления дубрав. Он заключался в проведении следующих мероприятий:
- Детальное обследование естественного возобновления дуба и при его малочисленности назначение под искусственное создание лесных культур дуба путём посадки сеянцев или посева желудей.
- Прорубка коридоров шириной 1—2 м через каждые 4 м и создание лесных культур искусственным путём посадки или посева в коридорах через 0,7—1 м.
- Уход за созданными лесными культурами и постепенное выведение дуба в верхний ярус, ибо он любит расти «в шубе, но с открытой головой».
- При наличии на площадях вырубок самосева дуба более 2800 штук на 1 га проводят уход за самосевом дуба осветлением и прочисткой.
- Огораживание молодых культур и участков молодняков дуба.

В отличие от других лесоводов, Гузовский считал, что самым лучшим «другом» дуба является лещина — почвоулучшающий подлесок при вторжении дуба.

## Увековечение памяти Гузовского

Архитектурная композиция в честь Б.И. Гузовского

### Именем Гузовского названы
- Улица в Московском районе Чебоксар;
- Парк «Роща Гузовского» в северо-западной части города.

### Памятники
- В бывшей усадьбе Ильинского лесничества Б. И. Гузовскому установлен памятник[3].
- В Чебоксарах перед входом в «Рощу Гузовского» со стороны улицы Мичмана Павлова установлена архитектурно-художественная композиция[4].

## Труды
- Гузовский Б. И. В лесах Германии: отчёт по заграничной командировке в 1904 году. — СПб., 1905.